# Kalinovo
Kalinovo (něm. Kalnau, maď. Kálnó) je obec na Slovensku v okrese Poltár. Leží na železniční trati Lučenec – Utekáč. Obec vznikla pravděpodobně ve 13. století, první písemná zmínka pochází z roku 1279. Mezi lety 1554 až 1593 byla obléhaná Turky. V obci se nacházejí prameny minerální vody.
K obci patří části Briežky, Hrabovo, Močiar, Petrovec a Priekopa.
Žije zde přibližně 2 200 obyvatel.

## Památky
- evangelický kostel s románským jádrem z 13. století, rozšířený a přestavěný mezi lety 1711 a 1783 (barokně)
- pozdněrenesanční kaštel ze 17. století, přestavěný barokně-klasicistně v 18. století, který byl za socialismu zbořen a na jeho místě bylo postaveno nákupní středisko
- barokně-klasicistní zvonice z poloviny 18. století
- Gejzov park[4]